# Пилипець (курорт)

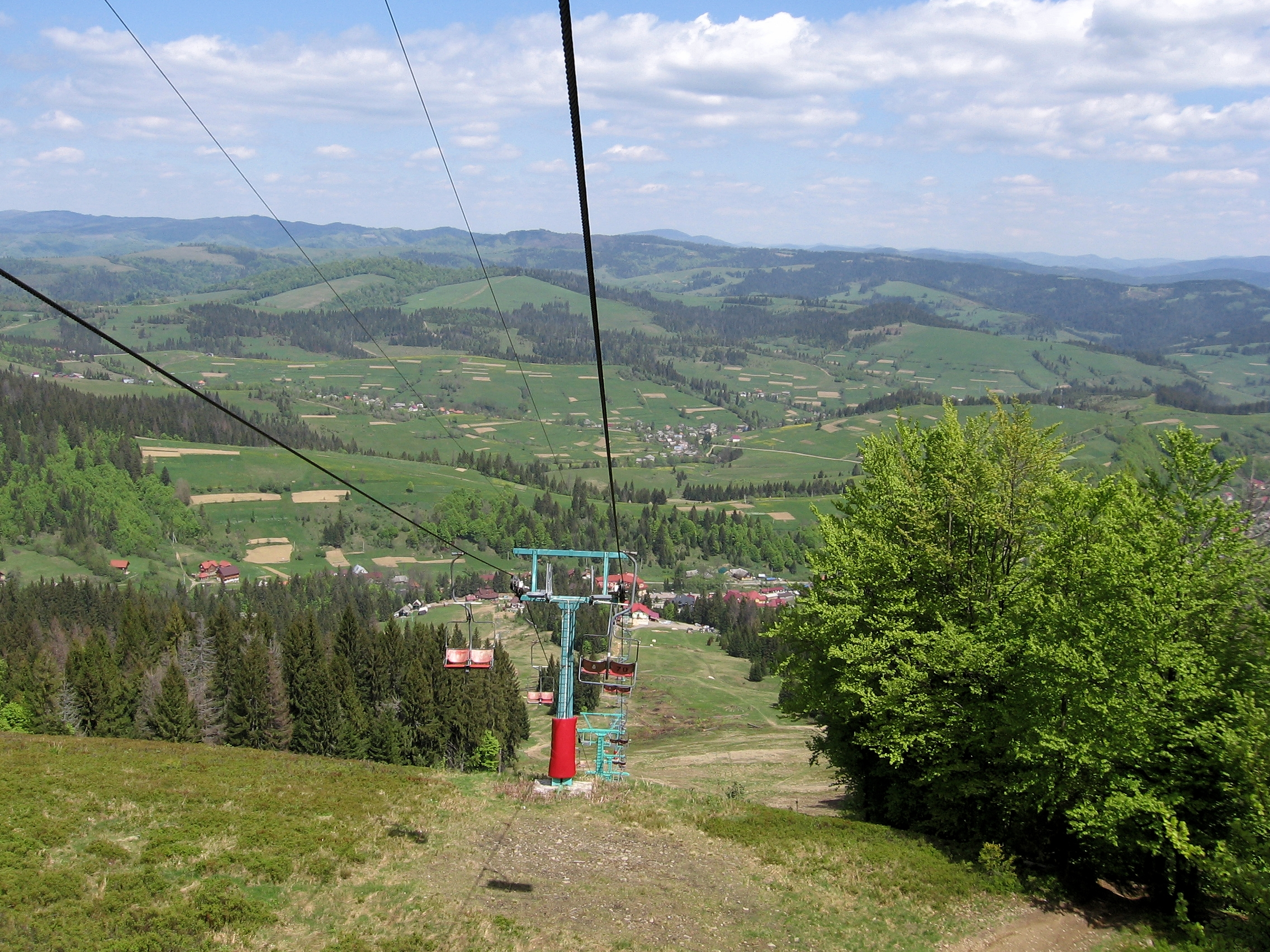
Крісельний витяг на гору Гемба (с. Пилипець) навесні

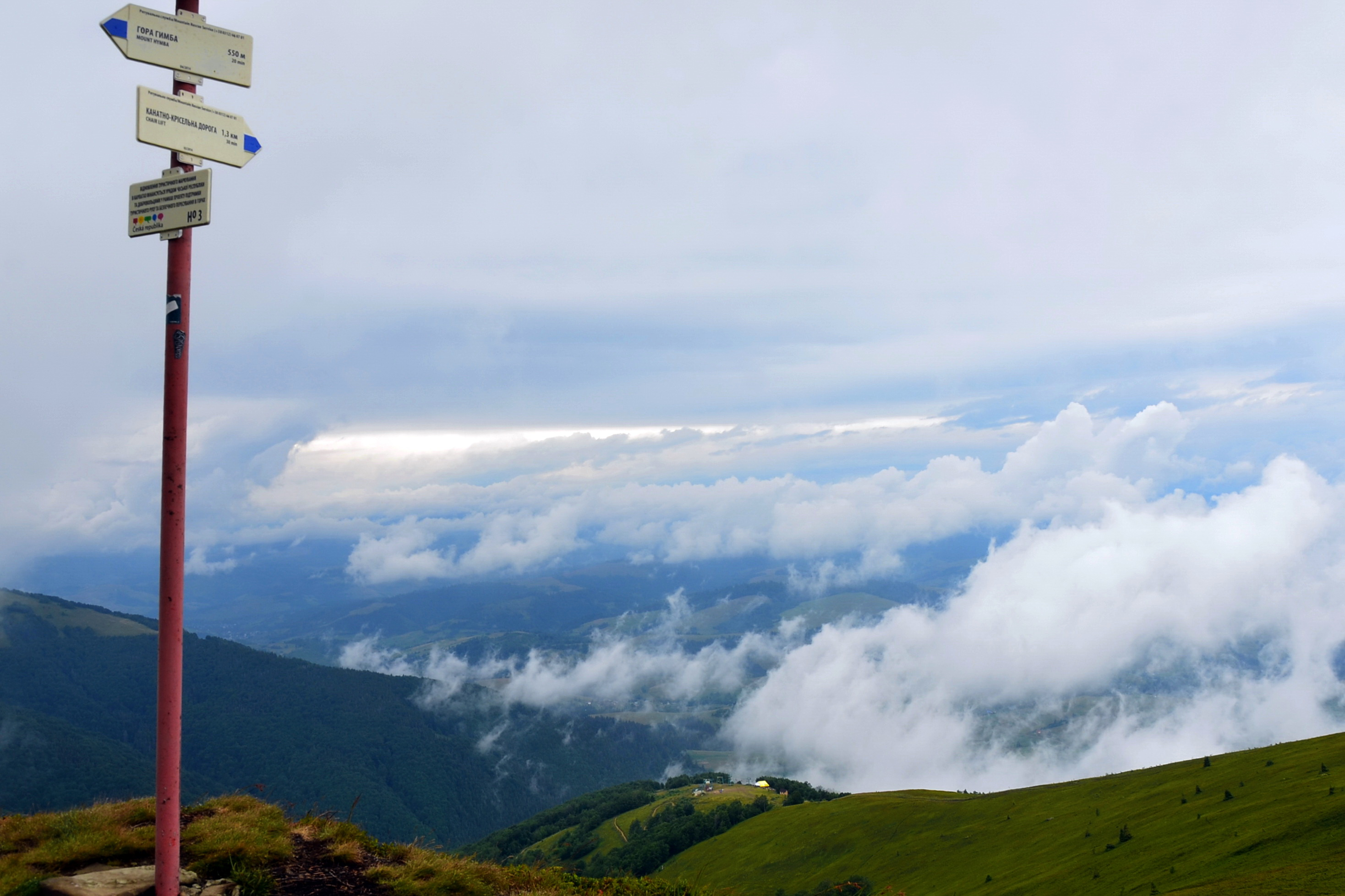
Спуск з вершини Ґемба до канатної дороги

Пилипець — відомий гірськолижний курорт у Закарпатській області в селі Пилипець.
Розташований Пилипець на висоті 700—750 м на берегах гірської річки. Пилипець є відправною точкою для екскурсій до мальовничого водоспаду Шипіт.
Багато з відвідувачів полюбляють позатрасове катання. Сніг тут зазвичай лежить із середини грудня і тримається аж до квітня. Найбільша кількість трас — на горі Ґемба, їхня протяжність — понад 20 км. Найдовша із них — 6 км. А також 4 траси на горі Жид Магура, найдовша — 1500 м. Усі траси обладнані підйомниками.